# Noctambus (RATP)
Pour les articles homonymes, voir Noctambus.
Noctambus est une ancienne dénomination d'un service nocturne de transport en commun par bus en Île-de-France, géré par le Syndicat des transports parisiens (STP) et exploité par la Régie autonome des transports parisiens (RATP). Le réseau, mis en place en 1986 en remplacement des Autobus de Nuit, est constitué de dix lignes au moment de son lancement.
Dans la nuit du 1er au 2 septembre 1997, il subit une restructuration se traduisant par le prolongement de la plupart des lignes en petite couronne et par la création de huit nouvelles lignes. Dans la nuit du 20 au 21 septembre 2005, il est supprimé et repris par le nouveau réseau Noctilien qui regroupe également des services de nuit de la SNCF.

## Histoire
Les Noctambus constituaient une amélioration des anciens autobus de nuit de la RATP, créés en 1921 (avec un bus par ligne assurant l'aller-retour depuis le Châtelet vers une commune de proche banlieue en une heure, sauf exception telle que le 285R), et reprenaient en partie la desserte « TP » (Transport du Personnel) assurée chaque soir par des autobus sillonnant Paris, réservés aux agents de la RATP qui allaient prendre leur service. Ces lignes étaient devenues peu utilisées du fait de l'avènement de la voiture personnelle.

Logo du réseau Noctambus de 1986 à 1997.

Ainsi, en 1987, le réseau Noctambus est mis en service remplaçant ces anciens réseaux d'autobus. Dans la nuit du 1er au 2 septembre 1997, le réseau subit une restructuration et connaîtra par la suite peu d'évolutions jusqu'à sa disparition le 20 septembre 2005, date de la mise en service du réseau Noctilien.

## Le réseau

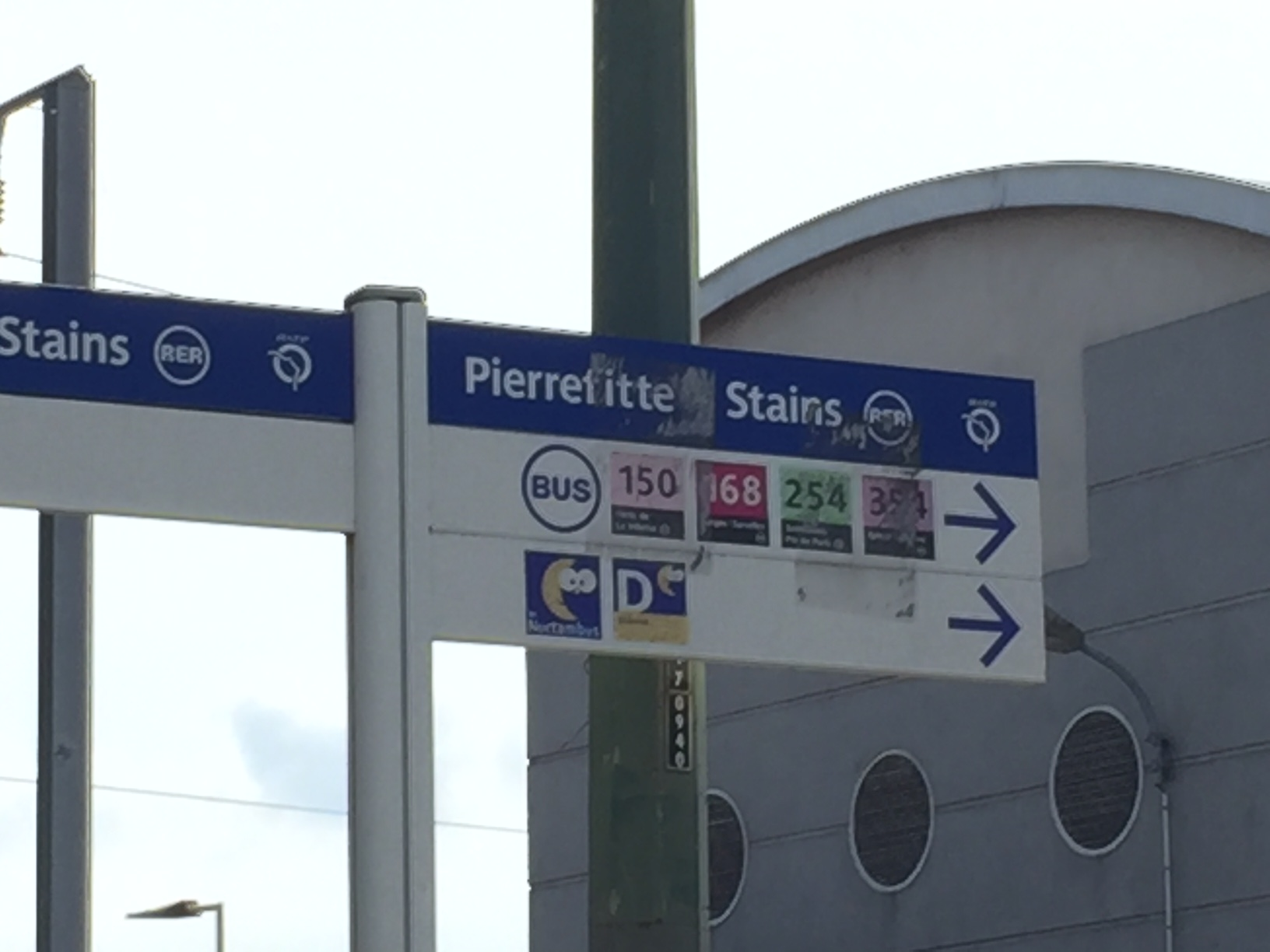
Ancienne signalétique pour les bus Noctambus qui subsiste en 2018.

### Présentation
Le réseau Noctambus ne comprenait pas de lignes de banlieue à banlieue, comme l'actuel Noctilien, mais uniquement des lignes radiales qui convergeaient toutes vers la place du Châtelet à Paris, au nombre de dix-huit. L'ordre des lettres dépend de la date d'apparition des lignes et de leur position autour de Paris (sens des aiguilles d'une montre pour les premières).

### Lignes
La liste des lignes (issues de la restructuration de 1997), à la suppression du réseau en 2005, figure ci-dessous : 
| Ligne | Desserte | Équivalent Noctilien |
| ----- | --- | -------------------- |
| A     | Paris - Châtelet ↔ Bezons - Grand-Cerf                                                                                | N24                  |
| B     | Paris - Châtelet ↔ Gare d'Argenteuil                                                                                  | N52                  |
| C     | Paris - Châtelet ↔ Épinay-sur-Seine - Lacépède                                                                        | N51                  |
| D     | Paris - Châtelet ↔ Pierrefitte - Stains RER                                                                           | N44                  |
| E     | Paris - Châtelet ↔ Aulnay-sous-Bois - Garonor                                                                         | N42                  |
| F     | Paris - Châtelet ↔ Gare de Chelles - Gournay                                                                          | N23                  |
| G     | Paris - Châtelet ↔ Noisy-le-Grand-Mont d'Est RER                                                                      | N34                  |
| H     | Paris - Châtelet ↔ Gare de Nogent - Le Perreux                                                                        | N33 et N35           |
| I     | Paris - Porte d'Italie ↔ Juvisy-sur-Orge - Pyramide de Juvisy (Belle Etoile lors de la dernière année d'exploitation) | N31                  |
| J     | Paris - Châtelet ↔ Massy - Palaiseau RER                                                                              | N21                  |
| K     | Paris - Châtelet ↔ Clamart - Georges Pompidou                                                                         | N53 et N61           |
| L     | Paris - Châtelet ↔ Sous-Préfecture - Église de l'Haÿ-les-Roses                                                        | N21 et N62           |
| M     | Paris - Châtelet ↔ Sucy - Bonneuil RER                                                                                | N32                  |
| P     | Paris - Châtelet ↔ Garges - Sarcelles RER                                                                             | N43                  |
| R     | Paris - Châtelet ↔ Chevilly-Larue - Marché International de Rungis                                                    | N22                  |
| S     | Paris - Porte d'Orléans ↔ Clamart - Georges Pompidou                                                                  | N62 et N63           |
| T     | Nanterre - Boulevard de la Seine ↔ Pont de Neuilly                                                                    | N53                  |
| V     | Pantin - Mairie RER ↔ Sevran-Livry RER                                                                                | N41                  |

Concernant les lignes Noctilien : Les lignes traversantes (N11, N12...) et les lignes de grande banlieue (N120, N150) n'ont pas été prises en compte. De plus, certains points d’arrêts des Noctambus ont été supprimés lors de la conversion en Noctilien.

### Identité visuelle
Chaque ligne est désignée par une lettre de l'alphabet suivie du logotype du réseau. La première version de celui-ci est basée sur un hibou avec les couleurs jaune et noire. Lors de la restructuration du réseau en 1997, le logotype évolue avec une lune jaune accompagné de deux yeux et d'un bec de hibou, et une nouvelle charte graphique est appliquée avec le remplacement de la couleur noire par le bleue.